# Szelényi Anna
Szelényi Anna (Budapest, 1957. február 23. –) magyar képzőművész.

## Élete
Budapesten született. Tanulmányait az ELTE Bölcsészettudományi karának magyar-esztétika szakán kezdte, itt diplomázott, majd doktorált.
Ezt követően tanulmányait az Accademia di Belle Arte di Roma festőművészet és grafika, majd a Gerrit Rietveld Academie Amsterdam festészet és grafika szakain folytatta. Hamar nemzetközi kapcsolatokra tett szert, ebben a korszakban egy könyvet is kiadott A magánzó esete címmel.

## Munkái
Művei az anyag és forma mögé látó filozófiai szemléletre vallanak. Több nagyvárosban, így például Párizsban és Rómában is rendszeres kiállító.
2016 májusban meghívást kapott a római legendás via Margutta művészei közé és ugyanakkor kiállítása nyílt a Galeria Monogramma Arte Contamporanea magángalériában. Továbbá meghívást kapott a Slow Art művészeti csoportba és részt vett a csoport 2016 júliusában Rómában rendezett kiállításán. Több kiállítását rendezte és díjazta az Accademia Euromediterranea delle Arte.